# Залог (пьеса)
«Залог» (др.-греч. Παρακαταθήκη) — комедия древнегреческого драматурга Менандра (IV—III века до н. э.), от которой сохранился только ряд фрагментов в виде цитат у других античных авторов. Время написания и постановки неизвестны.
Уцелевшие отрывки связаны с жалобой наёмника (предположительно), с напутствием, которое старик даёт молодому человеку, а также с речью раба, замышляющего какую-то хитрость.